# شهرستان توروچاکسکی
شهرستان توروچاکسکی (به لاتین: Turochaksky District) یک شهرستان در روسیه است که در جمهوری آلتای واقع شده‌است.